# Liste der denkmalgeschützten Objekte in Vorderhornbach
Die Liste der denkmalgeschützten Objekte in Vorderhornbach enthält die denkmalgeschützten, unbeweglichen Objekte der Gemeinde Vorderhornbach.

## Denkmäler
| Foto |                 | Denkmal                                                                                               | Standort                                      | Beschreibung | Metadaten |
| ---- | --------------- | --- | --------------------------------------------- | --- | --- |
| ja   | Datei hochladen | Expositurkirche hl. Johannes der Täufer, Friedhof HERIS-ID: 56000 Objekt-ID: 64944 TKK: 28316, 115761 | Vorderhornbach Standort KG: Vorderhornbach    | Die Expositurkirche mit Nordturm wurde 1752 errichtet, musste nach einem Brand jedoch im Jahr 1947 neu gebaut werden. Der Hochaltar sowie Figuren und Fresken im Innenraum stammen durchwegs aus der Zeit nach 1950.                                                    | BDA-Hist.: Q38069365 Status: § 2a Stand der BDA-Liste: 2025-06-30 Name: Expositurkirche hl. Johannes der Täufer, Friedhof GstNr.: .136 Expositurkirche hl. Johannes der Täufer, Vorderhornbach |
| ja   | Datei hochladen | Widum HERIS-ID: 79615 Objekt-ID: 93308 TKK: 28320                                                     | Vorderhornbach 51 Standort KG: Vorderhornbach | Das Widum wurde im 20. Jahrhundert anstelle eines mindestens seit 1856 bestehenden hölzernen Vorgängerbaus errichtet. Der westlich der Kirche gelegene, zweigeschoßige Mauerbau mit Walmdach zeigt an der Westfassade ein Christophorusfresko von Carl Rieder von 1939. | BDA-Hist.: Q38171651 Status: § 2a Stand der BDA-Liste: 2025-06-30 Name: Widum GstNr.: .135 |